# Technovium
Het Technovium is een school voor technisch onderwijs in de Nederlandse stad Nijmegen. Het betreft een samenwerkingsverband tussen bedrijven en onderwijsinstellingen met als doel het verkrijgen van een betere concurrentiepositie in de regio en het zorg dragen voor meer instroom in de technische opleidingen, beter opgeleide medewerkers met interessant werk, en goede arbeidsperspectieven. Binnen het Technovium wordt voorzien in basisonderwijs, voortgezet onderwijs en zowel middelbaar als hoger beroepsonderwijs.
In het Technovium wordt samengewerkt door het bedrijfsleven en het technisch onderwijs. Leden van het samenwerkingsverband zijn onder andere ROC Nijmegen, de Hogeschool van Arnhem en Nijmegen, Technocentrum Zuidelijk Gelderland, Stichting Junior Technovium, de Stichting Voortgezet Montessori Onderwijs Nijmegen, voCampus en enkele basisscholen.
De Stichting Technovium werd opgericht in 2004. In december 2010 werd de nieuwe locatie van het Technovium opgeleverd, direct naast Station Nijmegen Heyendaal.